# PM3 – Ка Мау
PM3 — Ка Мау — газопровідна система, що постачає продукцію офшорних родовищ на південь від В'єтнаму до провінції Камау.
У 2000-х роках приступили до розробки газових запасів на родовищах блоку PM3, який займає Територію комерційного врегулювання між В'єтнамом і Малайзією. Тут можливий видобуток як попутного газу нафтових родовищ (East Bunga Kekwa-Cai Nuoc, West Bunga Kekwa, East Bunga Raya, West Bunga Raya, NW Bunga Raya, Bunga Seroja) так і неасоційованого газ (комплекс родовищ Bunga Orkid/Bunga Pakma). 2002-го звідси проклали газопровід до Малайзії, а в 2007 році свій трубопровід ввели в есплуатацію в'єтнамці. Він починається від платформи Bunga Raya B, має довжину 325 км (в тому числі 298 км офшорна частина) і даметр 450 мм. Потужність газопроводу складає до 2,2 млрд.м3 на рік.
В середині 2010-х років розпочали проект, який дозволить довести обсяг транспортування по газопроводу до 2,5 млрд.м3 на рік. Це зокрема передбачає прокладання нового 37-кілометрового наземного трубопроводу до газопереробного заводу Камау та збільшення потужності останнього.
Основними споживачами протранспортованого по трубопроводу газу є теплоелектростанції провінції Камау загальною потужністю 1500 МВт, а також розташований тут завод мінеральних добрив, що забезпечує 40 % від загального виробництва цієї продукції в країні.